# Siegfried Lehmann (Pädagoge)

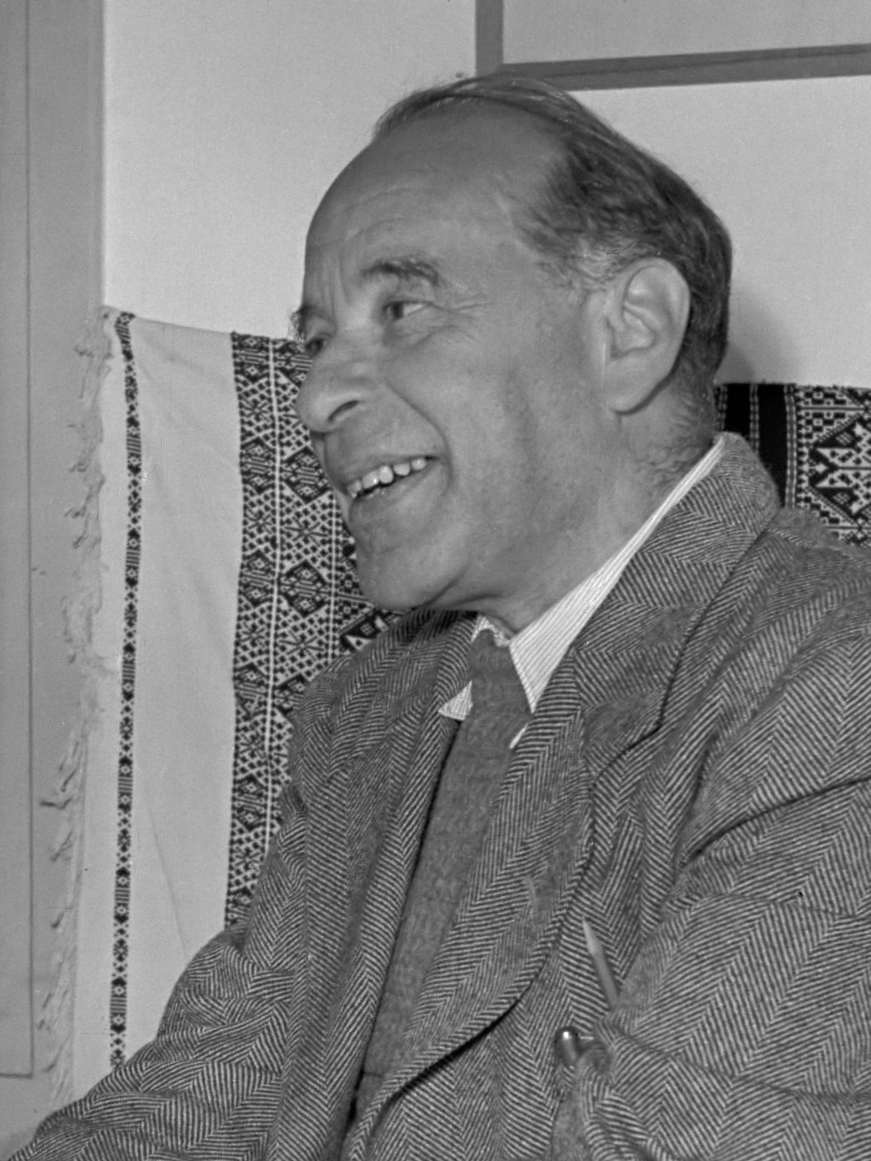
Siegfried Lehmann (1948)

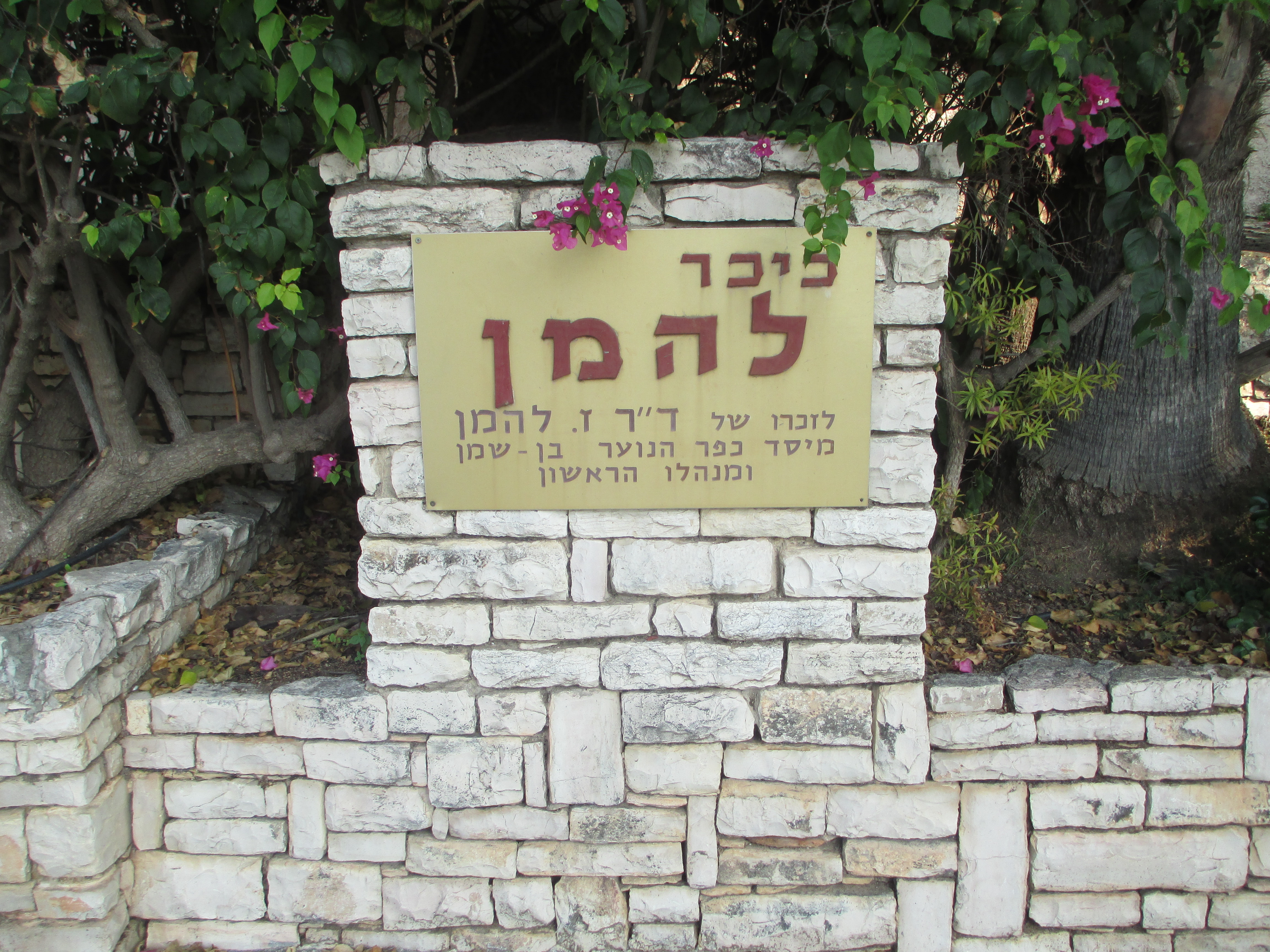
Lehmann-Platz in Ben Shemen

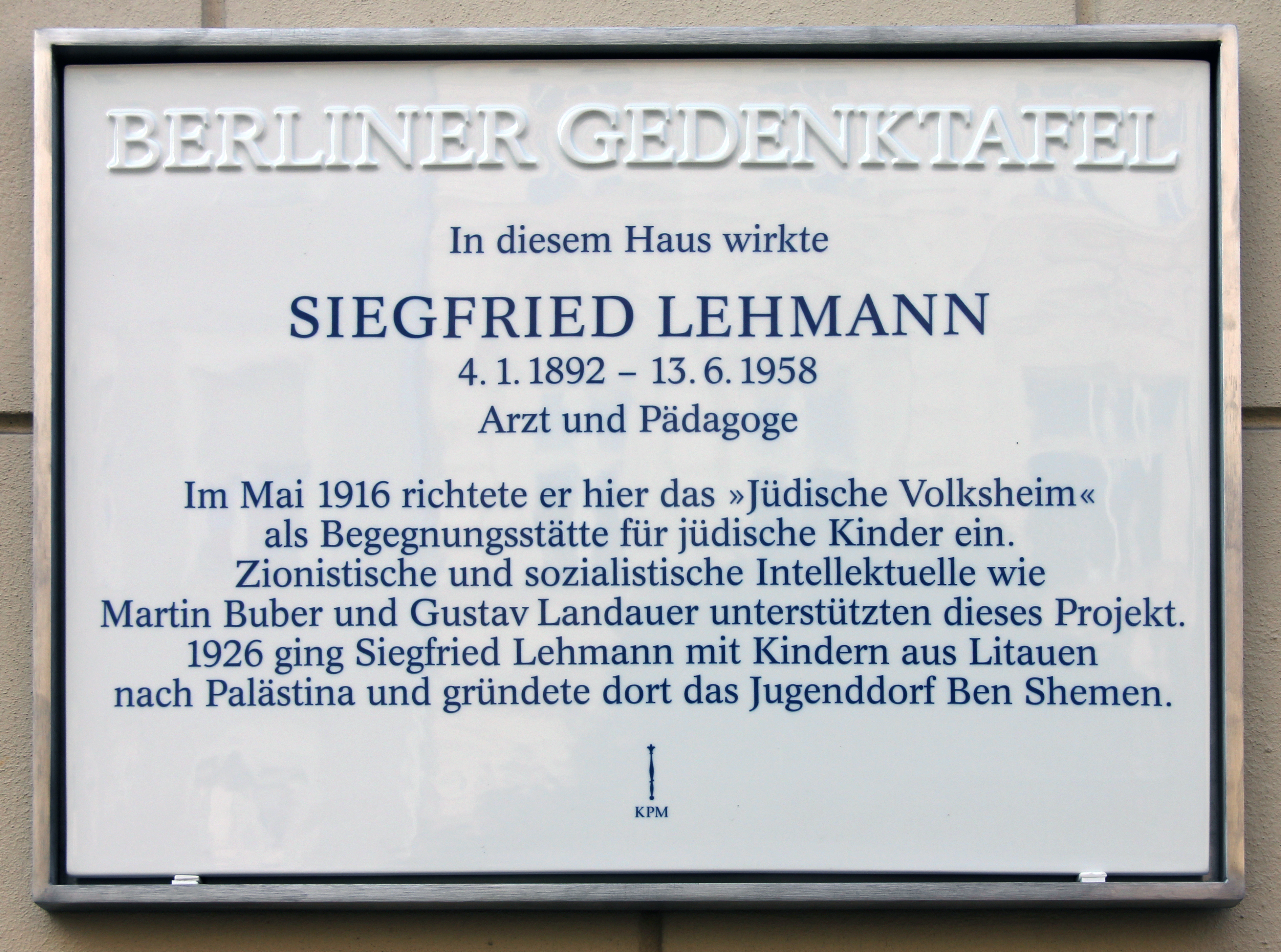
Berliner Gedenktafel am Haus, Max-Beer-Straße 5, in Berlin-Mitte

Siegfried Lehmann (geboren 4. Januar 1892 in Berlin; gestorben 13. Juni 1958 im Kinder- und Jugenddorf Ben Shemen, Israel) war ein deutsch-israelischer Arzt und Pädagoge und Gründer mehrerer jüdischer Sozialeinrichtungen für Kinder und Jugendliche.

## Leben
Lehmann war der Sohn des Buchhändlers Paul Lehmann und dessen Ehefrau Emma und hatte noch drei Brüder:
- Curt, der eine Banklehre absolviert hatte, später ebenfalls in Palästina lebte und zeitweilig in Ben Shemen ein Hotel betrieb;
- Erich, ein Kunsthistoriker und Kommunist, der sich Erich Lehmann-Lukas nannte, war im Jahr 1923 erster Sekretär der neu gegründeten Gesellschaft der Freunde des neuen Rußlands. 1933 emigrierte er mit seiner Frau Raja nach Frankreich. Das Ehepaar wurde dort 1939 interniert und im August 1942 nach Auschwitz deportiert und ermordet. Erich Lehmanns Tochter Monika (* 1925 in Berlin, verheiratet mit dem deutsch-amerikanischen Germanisten Wulf Köpke, mit dem sie in Boston lebte)[1], die nicht wie ihre Eltern deportiert wurde, hat ihre Geschichte und die ihrer Eltern in dem Buch Nachtzug nach Paris veröffentlicht.[2]
- Alfred, der sich Alfred Lemm nannte und 1918 im Alter von 28 Jahren an einer Grippeepidemie starb.

An das Schicksal der in der Nazi-Zeit ermordeten Angehörigen der Familie Lehmann erinnert eine Gedenktafel im Eingangsbereich des Jüdischen Friedhofs Berlin-Weißensee auf dem sich auch Alfred Lemms Grab befindet.
Siegfried Lehmann besuchte das Friedrichs-Gymnasium und studierte ab 1913 Medizin in Freiburg im Breisgau, Frankfurt am Main und Berlin. Das medizinische Staatsexamen legte er im November 1919 an der Universität in Frankfurt am Main ab. 1920 wurde er mit der Dissertation Zur Prognose der geistigen Entwicklung bei kindlicher Epilepsie promoviert.
Über seinen Bruder Alfred kam Siegfried Lehmann in Kontakt zu Martin Buber, in dessen Monatsmagazin Der Jude die beiden Brüder eigene Texte veröffentlichten. Er wurde Zionist und besuchte 1914 erstmals Palästina. 1916 gründete er im Berliner Scheunenviertel in der Dragonerstraße (der heutigen Max-Beer-Straße 5) die Hilfsorganisation Jüdisches Volksheim, die sich vorwiegend um Kriegswaisen und verwahrloste Jugendliche kümmerte.
Nach seiner Promotion im Jahre 1920 arbeitete Lehmann „als Kinderarzt an einer Berliner Klinik, bevor er 1921 – zwischenzeitlich verheiratet und Vater eines Sohnes – nach Litauen ging“. Er war vom Jüdischen Nationalrat Litauens beauftragt worden, in Kaunas ein Kinder- und Jugendheim für durch Krieg und Revolution entwurzelte Waisen aufzubauen. Die Zufluchtsstätte konnte bis zu 200 Menschen aufnehmen. Lehmanns Zielstellung für die Jugendlichen war, Bauer oder Handwerker in Palästina zu werden.
In Kaunas heiratete Lehmann in zweiter Ehe die litauische Ärztin Rebecca Klawanska (-1959), sie hatten zwei Kinder. Im Jahr 1926 führten die beiden die erste Jugendgruppe nach Palästina und gründeten 1927 südöstlich von Tel Aviv, in Ben Shemen, ein Kinder- und Jugenddorf.
Unter Lehmanns Leitung wurde diese „Kinderrepublik“ ab den 1930er Jahren ein Zentrum der Kinder- und Jugend-Alijah und ein Vorbild für eine moderne landwirtschaftliche Berufserziehung. Unter den Schülern in Ben Shemen war auch der spätere Staatspräsident Israels Shimon Peres.
Im Januar 1940 wurden Lehmann, „ein moralischer Rigorist, wenn es um die Idee des Friedens ging, vor allem des Friedens mit den arabischen Nachbarn“, und einige seiner Mitarbeiter unter dem Vorwurf, Waffen zu besitzen, verhaftet. Ein britisches Militärgericht verurteilte Lehmann zu sieben Jahren Gefängnis. Nach internationalen Protesten, u. a. von Albert Einstein, wurde Lehmann jedoch nach drei Wochen Haft freigelassen.
Im Jahr 1952 wurde Lehmann für sein soziales Engagement vom UN-Kinderhilfswerk UNICEF ausgezeichnet. 1957 erhielt er den Israel-Preis.
Unter seinen zahlreichen pädagogischen Publikationen behandelte er in „Schoraschim“ (deutsch: Wurzeln) die Beziehungen zwischen Juden und Arabern aus der Sicht eines Pädagogen. Das friedliche Zusammenleben zwischen Juden und Arabern war ihm ein Anliegen.
Am 21. September 2018 wurde an seinem ehemaligen Wirkungsort, Berlin-Mitte, Max-Beer-Straße 5, eine Berliner Gedenktafel enthüllt.

## Schriften (Auswahl)
- Salomon Lehnert [i. e. Siegfried Lehmann]: Jüdische Volksarbeit. In: Der Jude. 1916, H. 2, S. 104–111.
- Von der Straßenhorde zur Gemeinschaft (aus dem Leben des „Jüdischen Kinderhauses“ in Kowno). In: Der Jude. Jg. 9 (1925–1927), Heft 2, 1926: Sonderheft Erziehung, S. 22–36 (sammlungen.ub.uni-frankfurt.de).
- Eine jüdische Kinderrepublik in Palästina. Das Kinder- und Jugenddorf Ben Schemen. In: Palästina. März 1930.
- Zur humanistischen Erziehung in Ben-Schemen. ohne Jahr
- „Shorashim“ fundamental principles of Jewish youth education in Palestine ; Jewish Arab relations as an educational problem. Vorwort S. H. Bergmann. Jerusalem : Rubin Mass, 1943
- Ludwig Liegle/Franz-Michael Konrad (Hg.): Reformpädagogik in Palästina. Dokumente und Deutungen zu den Versuchen einer ‚neuen‘ Erziehung im jüdischen Gemeinwesen Palästinas (1918–1948). dipa-Verlag, Frankfurt am Main, 1989, ISBN 3-7638-0809-4. Darin von Siegfried Lehmann:
  - Die Stellung der westjüdischen Jugend zum Volke (1919/1920). S. 61–68.
  - Das Kinder- und Jugenddorf Ben Shemen (1929). S. 107–115.